# イボイノシシ属
イボイノシシ属（Phacochoerus）は鯨偶蹄目イノシシ科の属。サブサハラアフリカの開けた土地（乾燥地帯含む）に住むイノシシである。かつてはイボイノシシ（Phacochoerus aethiopicus）1種と考えられていたが、現在はCommon warthog（Phacochoerus africanus）とDesert warthog（Phacochoerus aethiopicus）とに分けられている。

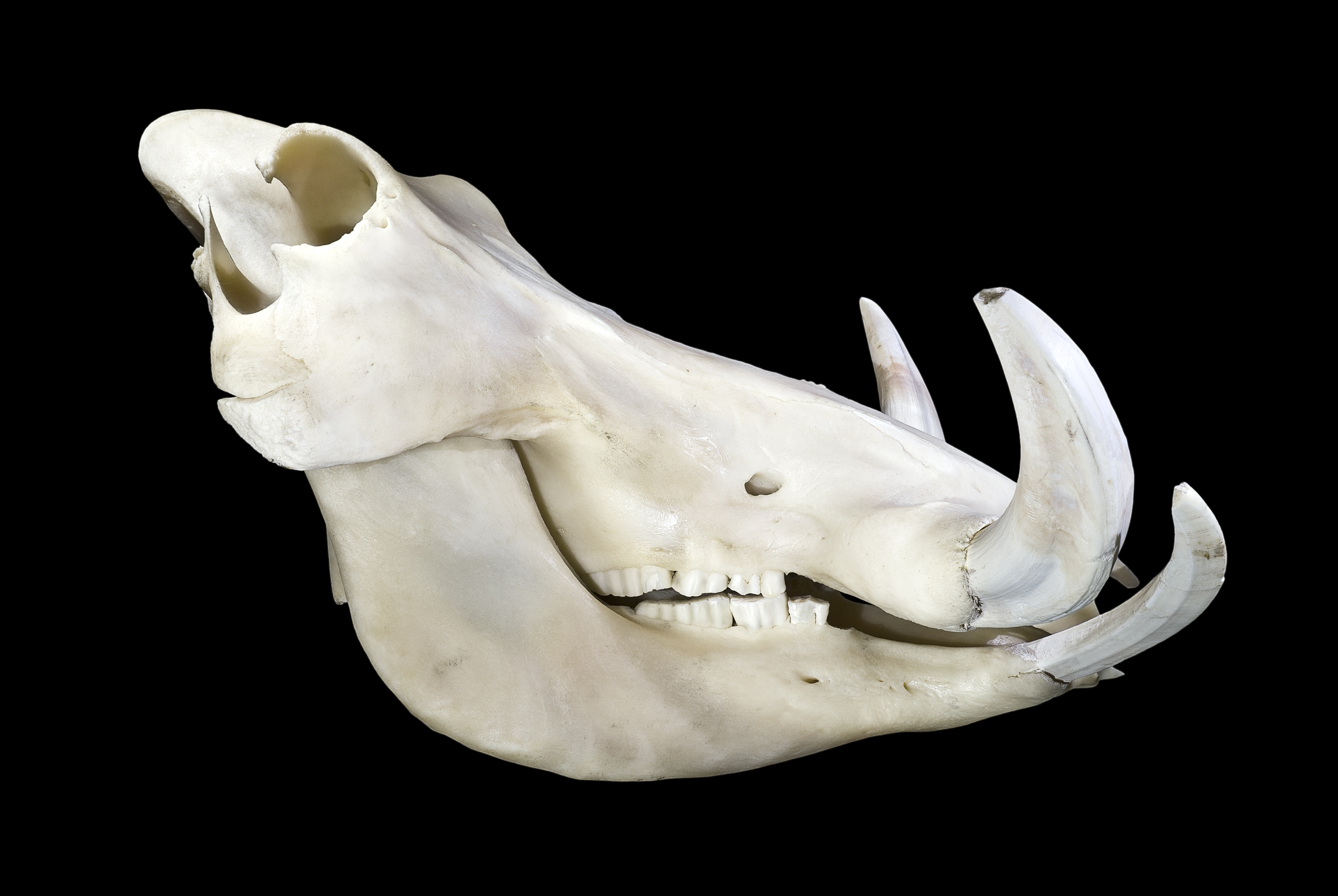
頭骨

剛毛に覆われているが、体と頭は、背中に沿った稜部と頬と尾の房に明らかに毛が生えている以外は、遠くから見ると無毛のように見える。顔の肉垂はオスに顕著である。発達した牙を持ち、オスでは25-64cmにも達する（メスの牙はオスより小さい）。主に植物食性だが、小動物を食べることもある。2種ともIUCNレッドリストでは低危険種として評価されているが、Desert warthog（Phacochoerus aethiopicus）の基亜種Cape warthog（P. a. aethiopicus）は1870年代に絶滅した。

## 種
イボイノシシ属には2種が含まれるが、両者の生態には差異があり、Common warthog（Phacochoerus africanus）は上顎切歯が欠如しているが、Desert warthog（Phacochoerus aethiopicus）には上顎切歯が存在する。以下の和名は川田ほか（2018）に従う。
| 画像 | 学名                     | 和名               | 英名           | 分布 |
| ---- | ------------------------ | ------------------ | -------------- | --- |
|      | Phacochoerus africanus   | ケープイボイノシシ | Common warthog | セネガルからエチオピアを経て南アフリカまでのサブサハラアフリカのサバンナ。砂漠や深い森林には生息しない。 |
|      | Phacochoerus aethiopicus | イボイノシシ       | Desert warthog | エチオピア、ケニア、ソマリア。南アフリカでは絶滅した。                                                   |